# Naše řeč
Naše řeč („nasza mowa”) – czeskie czasopismo naukowe poświęcone językowi czeskiemu, wychodzące od 1916 roku. Na jego łamach porusza się zagadnienia dotyczące języka narodowego, zarówno w ujęciu współczesnym, jak i historycznym. Publikowane są artykuły na temat gramatyki i słownictwa czeskiego, ortografii, stylistyki i lingwistyki tekstu, a także stosunku czeszczyzny literackiej do innych jej odmian. Czasopismo porusza problematykę kultury językowej, rozwoju języka czeskiego, jego uzusu, normy i kodyfikacji. Stanowi forum dyskusji na temat aktualnych zagadnień językoznawczych.
Oprócz własnych badań naukowych czasopismo prezentuje także recenzje i wiadomości w dziedzinie piśmiennictwa czeskiego i zagranicznego oraz informuje o krajowych i zagranicznych inicjatywach naukowych. Zawiera sekcję z ciekawostkami, wyjaśniającymi różne kwestie związane z językiem: semantyczne, etymologiczne itp.
Czasopismo jest wydawane przez Instytut Języka Czeskiego Akademii Nauk Republiki Czeskiej.